# 弁別的素性
言語学において、弁別的素性（べんべつてきそせい）は音韻論的構造のもっとも基本的な単位である。弁別素性、示差的特徴ともいう。

## 概要
それ自身が表す分節音の自然類に対応して、弁別的素性は
主要音類素性 (major class feature)、
喉頭素性 (laryngeal feature)、
調音性素性 (manner feature)、
調音位置素性  (place feature) に分類される。
それぞれの種類の素性は、さらに、対応する分節音が持つ音声学的性質に応じて特徴付けられる。弁別的素性の音韻論的分析が始まった1950年代以来、素性に陽性 [+] か陰性 [-] の値を与えることによって、その素性の示す音声学的性質が対象の分節音にあるかないかを表す方法が伝統的である。すなわち、陽性[+]は素性の存在を表し、陰性[-]は素性の不在を表す。
しかし、近年の弁別的素性の理論の進展を受け、音韻論では、一価性の素性を置くことが提案されている。一価性の素性は、その素性を持つとされる分節音のクラスだけに対して用いられ、持たないクラスに対しては用いられない。

## 素性の一覧
どのような弁別的素性を用いるべきかについてはいまだ議論が続いているが、以下に一例をあげる。

### 主要音類素性
主要音類素性（しゅようおんるいそせい、main class feature）は主要な音のクラスを表す。
子音性 [±consonantal]
[+cons]の音には声道の中心線のどこかに少なくとも摩擦を生じる程度に狭い狭窄がある。[−cons]の音にはそのような狭窄がない。
例えば破裂音、破擦音、摩擦音、鼻音、流音などは[+cons]であり、母音、わたり音、声門音は[−cons]である。
共鳴性 [±sonorant]
[+son]の音を共鳴音（きょうめいおん）、[−son]の音を阻害音（そがいおん、obstruent）という。共鳴音は声道の狭窄の前後の気圧が同程度で、聞こえが大きい。阻害音は狭窄と声門の間の気圧の方が高くなり、聞こえが小さい。例えば母音、わたり音、流音、鼻音などが[+son]である。
接近性 [±approximant]
[+approx]の音には声道に摩擦を生じない空気の通り道があるが、[−approx]の音にはそれがない。母音、わたり音、流音は[+approx]である。
音節性 [±syllabic]
[+syll]の音は音節の核となるが、[−syll]の音はならない。母音とわたり音の区別を表現するのにChomsky & Halle (1968) で用いられた。

### 喉頭素性
喉頭素性（こうとうそせい、laryngeal feature）は声門の状態を表す。
有声性 [±voice]
[+voice]の音は、声帯が振動する程度に接近しているが、[−voice]の音はそうでない。母音やその他の共鳴音、有声阻害音は[+voice]、無声阻害音は[−voice]である。
拡張声門性 [±spread glottis]
[+spread]の音は声門で摩擦が生じる状態になっているが、[−spread]の音はそうでない。有気音や[h]などは[+spread]である。[±sg]とも。
狭窄声門性 [±constricted glottis]
[+constr]の音は声帯が緊張し、声門は閉じている。[−constr]の音はそうではない。声門破裂音、放出音、入破音などは[+constr]である。[±cg]とも。

### 調音様式素性
調音様式素性 (manner feature) は調音様式を表す。
継続性 [±continuant]
[+cont]の音は、声道に閉鎖がなく空気が継続して流れるが、[−cont]は閉鎖がある。破裂音、破擦音、鼻音などは[−cont]であり、摩擦音や母音は[+cont]である。側面音は、中心部には閉鎖があるが、側面部は開いているので、言語によってどちらの値を持つかが異なる。
鼻音性 [±nasal]
[+nas]の音は口蓋帆が下がり、空気が鼻腔に流れる。[−nas]の音は口蓋帆が上がっているので空気は鼻腔に流れない。鼻音と鼻母音が[+nas]である。
粗擦性 [±strident]
阻害音の摩擦の区別を表す。[+strident]の音は比較的うるさい摩擦を伴い、[−strident]の音はそのような摩擦を伴わない。[f, s, ʃ, χ]などは[+strident]、[ɸ, ç, x]などは[−strident]である。また、破裂音[−strident]と摩擦音[+strident]の区別にも用いられる。
側音性 [±lateral]
[+lat]の音は、声道の中心線に舌による閉鎖があるが、少なくとも一方の側面は開放されていて、空気が流れるようになっている。[−lat]の音はそうではない。側面音は[+lat]である。
遅延的開放性 [±delayed release]
破裂音と破擦音の区別を表すために用いられることがある。[+dr]は閉鎖の開放が遅く、摩擦が生じる破擦音である。[−dr]はそうでない。破裂音は[−dr]である。

### 調音位置素性
調音位置素性 (place feature) は調音位置を表す一価の素性である。それぞれ、付属する二値的素性によってさらに細かく区別される。
唇音性 [labial]
[labial]の音は調音に唇が関わる。
円唇性 [±round]
[+round]の音は唇の丸めを伴う。円唇母音や唇音化した子音などは[+round]である。
舌頂性 [coronal]
[cor]の音では舌先を持ち上げて調音が行なわれる。
前方性 [±anterior]
[+ant]の音は歯茎の境目よりも前で調音され、[−ant]の音は後ろで調音される。歯音、歯茎音は[+ant]、後部歯茎音、そり舌音は[−ant]である。
広域性 [±distributed]
[+distr]の音は声道の狭窄が比較的広範囲にわたって存在するが、[−distr]の音はそうではない。舌端音は[+distr]、舌尖音は[−distr]である。歯音は舌が歯茎にも接近するので[+distr]である。そり舌音は[−distr]である。
舌背性 [dorsal]
調音に舌背が関わる。[ç]、軟口蓋音、口蓋垂音、母音などは[dorsal]である。
高段性 [±high]
[+high]の音は舌背が口蓋に近い位置にあり、[−high]はそうではない。狭母音や軟口蓋音は[+high]、広母音や口蓋垂音などは[−high]である。
低段性 [±low]
[+low]の音は舌背が低い位置にあり、[−low]はそうではない。広母音は[+low]である。
後舌性 [±back]
[+back]の音は舌が中舌あるいは後舌の位置にあり、[−back]は前舌の位置にある。軟口蓋音や後舌母音は[+back]、[ç]や前舌母音は[−back]である。
緊張性 [±tense]
[+tense]の母音[i, y, u]などは、対応する[−tense]の母音[ɪ, ʏ, ʊ]などにくらべて、口蓋に近い位置で調音される。
前方舌根性 [±advanced tongue root; ATR]
[+ATR]の母音[e, o, u]などは、対応する[−ATR]の母音[ɛ, ɔ, ʊ]などにくらべて舌根が前寄りの位置にあり、咽頭を広げて調音される。
後方舌根性 [±retracted tongue root; RTR]
[+RTR]の母音[ɪ, ɔ, ʊ]などは、対応する[−RTR]の母音[i, o, u]などにくらべて舌根が後寄りの位置にあり、咽頭を狭めて調音される。
[±tense]、[±ATR]、[±RTR]は、音声上は異なるが同一の言語に共起することはなく、一つの素性の変種とも考えられる。
舌根性 [radical]
咽頭性 [pharyngeal] とも。舌根を用いて調音される。咽頭音などは[radical]である。

## 議論中のテーマ
弁別的素性は、現在の音韻論でも活発に議論されている分野だが、下記に主なトピックをあげる。
- 弁別的素性は、すべての言語に共通か。
- 弁別的素性は、生まれつきのものか、経験によって習得されるものか。
- 弁別的素性は、調音パターンによってきまるのか、音響または知覚パターンによってきまるのか。
- 弁別的素性は、その音声的顕現から完全に決められるものか。
- 弁別的素性は、すべての音韻パターンを説明するのに十分か。
- 弁別的素性は、階層構造を持つのか。また階層を持つとして、それは普遍的なものか。
- 弁別的素性は、最適性理論においても必要か。